# Општина Гурахонц
Гурахонц (рум. Gurahonţ) општина је у Румунији у округу Арад.
Oпштина се налази на надморској висини од 196 m.